# Luto en línea

Lazo negro utilizado comúnmente por usuarios de redes sociales para manifestar su luto

El luto en línea, duelo en línea o luto virtual hace referencia a los sucesos ocurridos durante el luto en Internet. No se trata de una alteración del proceso de duelo en sí, sino que en el cambio del medio en el cual los dolientes expresan su pesar y dolor por un difunto y todas las acciones y conmemoraciones posteriores en su memoria.

## Fallecimiento en las redes sociales
Con la masificación de los servicios de redes sociales, fue común también la aparición de perfiles de personas que van falleciendo y por ende, dejan de interactuar a través de una red social determinada. La red social Facebook incorporó medidas para declarar un perfil de un usuario ya fallecido, así como también los cambios a éste una vez confirmado el deceso, como la desactivación del perfil en invitaciones a eventos y en el servicio de chat, transformándose en un perfil in memoriam que es posible distinguirlo como tal. En 2019, la directora de operaciones de Facebook, Sheryl Sandberg, anunció la incorporación de «tributos» a los perfiles de personas fallecidas, a modo de un libro de condolencias virtual. Del mismo modo, se ha visto que de manera espontánea, los usuarios postean imágenes de un lazo negro para comunicar el fallecimiento de un familiar o ser querido, así como también dejan mensajes relativos a la persona difunta, considerado como parte del proceso fúnebre dentro de la comunidad virtual. Dichas acciones han cobrado mayor relevancia para los dolientes que, por lejanía física u otras razones, no pueden asistir al sepelio de una persona pero que, de igual manera, desean hacerse presentes expresando sus sentimientos para con el difunto.

## Interacción con el difunto
Estudios académicos han demostrado la necesidad de los dolientes de interactuar con perfiles de personas fallecidas. Los perfiles de personas fallecidas son frecuentemente visitados en fechas importantes para la persona difunta: cumpleaños, aniversario de bodas, aniversario de fallecimiento, etc. Entre las motivaciones por las cuales un usuario en Internet busca el perfil de un contacto difunto, los investigadores han podido identificar las siguientes razones:
- Demostrar admiración o elogiar al fallecido
- Escribir comentarios que demuestren el dolor sobre su partida o la falta que hace
- Describir y resaltar las virtudes y valores que tenía la persona en vida
- Pedirle guía u orientación al difunto desde el más allá
- Realizar un registro biográfico audiovisual o narrado por escrito de la historia de vida de la persona fallecida.